# Manden med de ni Fingre IV
Manden med de ni Fingre IV, noto anche col titolo Mysteriet i Citybanken  è un film del 1916, diretto da A. W. Sandberg. 

## Trama
John Smith, l'"uomo con nove dita" nelle mani, evade, indossando sopra gli abiti da carcerato una divisa da poliziotto. Giunto da uno dei complici, Smith legge su un giornale l'annuncio per una casa in affitto in posizione isolata, poi si libera degli abiti usati per l'evasione, e, col ritaglio di giornale, va a prendere possesso della casa, nuovo quartier generale per il colpo alla Banca Cittadina che va architettando.
La sua complice Mia finge di essere vittima di uno scippo, e viene soccorsa dall'impiegato della Banca Cittadina Harry Lawson, al quale sottrae il contrassegno per entrare al lavoro dopo l'orario di chiusura al pubblico. John Smith, dunque, penetra in banca e sopraffà il direttore Penton, solo per scoprire che nella cassaforte c'è ben poco.
Il giorno successivo, mostrando un appunto firmato da Penton, alcuni uomini ritirano dalla banca la cassaforte del direttore. L'appunto era falso, e la cassaforte, portata nel covo di Smith e aperta, reca al suo interno nientedimeno che Penton stesso, legato e imbavagliato. Smith chiede quindi un riscatto per il rilascio del direttore. Ma a questo punto è stato chiamato l'investigatore Sylvester Jackson: egli segue e cattura il complice principale di Smith, mentre l'"uomo con nove dita" riesce a sfuggirgli col denaro del riscatto. Denaro che si rivela falso. Di qui una nuova lettera di ricatto: se si vuole rivedere in vita Penton bisogna mandare il complice, senza seguirlo, da Smith, con del denaro autentico.
Nel frattempo la polizia ha rinvenuto gli abiti di cui Smith si era liberato, avvolti in carta da giornale, cui è stato ritagliato un pezzo: da qui si riesce a risalire alla posizione del covo dei criminali. Quindi il complice di Smith che si reca dal capo col denaro è l'ivestigatore Jackson travestito: egli libera il direttore ed insegue Smith fino ad una scogliera rocciosa dove i due hanno uno scontro, durante il quale l'"uomo con nove dita" cade dallo strapiombo. 